# Siège de Vesoul (1674)
Pour les articles homonymes, voir Sièges de Vesoul.
Guerre de Hollande
Batailles
- Groenlo (06-1672)
- Solebay (06-1672)
- Coevorden (06-1672)
- Nimègue(07-1672)
- Groningue (07-1672)
- Saint-Lothain (02-1673)
- Schooneveld (1re) (06-1673)
- Maastricht (06-1673)
- Schooneveld (2de) (06-1673)
- Texel (08-1673)
- Bonn (11-1673)
- Arcey (01-1674)
- Pesmes (02-1674)
- Gray (02-1674)
- Scey-sur-Saône (03-1674)
- Chariez (03-1674)
- Vesoul (03-1674)
- Arbois (03-1674)
- Orgelet (03-1674)
- Besançon (04-1674)
- Dole (05-1674)
- Sinsheim (06-1674)
- Salins (06-1674)
- Belle-Île (06-1674)
- Lure (07-1674)
- Faucogney (07-1674)
- Sainte-Anne (07-1674)
- Fort-Royal (07-1674)
- Seneffe (08-1674)
- Entzheim (10-1674)
- Mulhouse (12-1674)
- Turckheim (01-1675)
- Stromboli (02-1675)
- Fehrbellin (06-1675)
- Salzbach
- Consarbrück
- Alicudi
- Agosta
- Palerme
- Maastricht
- Philippsburg
- Valenciennes
- Cambrai
- Saint-Omer
- Tobago
- La Peene (Cassel)
- Ypres
- Rheinfelden (07-1678)
- Saint-Denis

Le siège de Vesoul de 1674 est une bataille qui eut lieu du 4 au 6 mars 1674, lors de la conquête définitive de la Franche-Comté par Louis XIV. Dernier siège de l'histoire de la ville de Vesoul dans le comté de Bourgogne. Il oppose les troupes françaises du maréchal François d'Aubusson de la Feuillade aux habitants de la ville et à une petite troupe de miliciens dirigés par le capitaine Claude Macon d'Esboz.

## Contexte
L'événement se déroule en pleine guerre de Hollande (1672-1678). Louis XIV attaque toute la Franche-Comté, relevant alors de Charles II, roi d'Espagne, comte-souverain de Bourgogne.
Après la prise de Gray, le duc de Navailles divisa son armée en deux et en envoya une pour assiéger Vesoul. Cette armée était composée de régiments de cavalerie, dirigés par le duc de La Feuillade et le marquis de Listenois . Les murailles de la ville sont en mauvais état et le magistrat a fait construire, à la hâte, des palissades là où les murailles sont affaiblies,.. La ville, qui n'a plus de garnison, n'a pour se défendre que ses habitants et une compagnie de miliciens commandée par le capitaine Claude Macon d'Esboz, issu d'une famille franc-comtoise originaire de Faucogney anoblie en 1474. 
Averti de l'arrivée des Français, Macon d'Esboz décide de quitter la ville pour aller défendre les passages de la Saône et du Durgeon, avec une compagnie de terce commandée par M. de Rosières-Sorans. Apprenant que les Français se sont emparés de Scey-sur-Saône occupée par M de Chantrans, il se dirige sur la ville avec la compagnie de M. de Rosières-Sorans.
Les Comtois forcent la portent du bourg à coup de canon. Les Français en sorte en grand nombre et après un rude combat qui dure toute la journée du 2 mars avec des pertes des deux côtés, les Comtois se replient sur une butte puis battent en retraite sur Chariez où Macon d'Esboz avec M. de La Chaux et ses soldats défendent pendant plusieurs heures le pont contre un régiment français de cavalerie qui finalement va chercher un gué ailleurs. Les habitants de Chariez refusant de les recevoir, Macon d'Esboz rentre le lendemain sur Vesoul après avoir perdu 37 hommes,.

## Déroulement  du siège
À son retour à Vesoul le 4 mars, Macon d'Esboz fait armer 300 hommes de la ville et détruire le pont du Durgeon,, puis fait donner l'alarme aux villages voisins. 
Lorsque les Français arrivent devant Vesoul un trompette est envoyé pour sommer la ville de se rendre ,. La ville est dans un premier temps décidée à se défendre ,. Selon une lettre du capitaine, un certain Labbé, d'origine française et gendre d'un notable comtois, découragea  par ses discours la population de résister,.
Il est convenu que Macon d'Esboz et ses hommes garderaient le secteur de la Halle et de la porte haute, et que la milice bourgeoise protégerait le reste des défenses,. 
Le 5 mars, le siège commence, mais les Français ont beaucoup de peine à mettre en place l'encerclement : les crues des rivières locales rendent les opérations très difficiles[réf. nécessaire]. Au soir, d'importantes troupes françaises, environ 800 hommes[réf. nécessaire], se postent sur les collines d'Échenoz-la-Méline et de Navenne. Les hostilités sont sur le point de commencer, mais les Vésuliens sont découragés par l'état de la muraille et surtout le rapport de force, d'autant plus que les renforts espérés ne sont toujours pas en vue.  
Le 6 mars, le marquis de Listenois demande officiellement la capitulation de la ville. Les notables de Vesoul se rassemblent pour décider de la situation et choisissent la capitulation dans le but de conserver les personnes et les biens, estimant qu'ils ne pourraient rien faire contre toutes les troupes postées au sud de Vesoul,.

## Conséquences
La prise de Vesoul offre à Navailles la possibilité d'y établir un quartier général dans le but de couper les communications avec la Lorraine,. Le capitaine Macon d'Esboz, qui n'a pas été consulté par les notables de Vesoul, refuse la reddition et parvient à quitter la ville avec son détachement avant l'entrée des Français. Il continuera le combat avec ses hommes plus à l'est et participera au siège de Faucogney.
Vesoul permet aux Français, de s'attaquer à Saint-Loup puis à Besançon. Même si les places de Lure, Faucogney et de Luxeuil tiennent jusqu'en juillet 1674, les Français parviennent à maîtriser le bailliage d'amont (comparable à l'actuelle Haute-Saône) et à empêcher les renforts comtois d'y circuler[réf. nécessaire].
Cet événement sera le dernier siège français de la ville puisque le traité de Nimègue, signé le 10 août 1678 rattache le comté de Bourgogne (qui devient la province de Franche-Comté), au royaume de France.